# Anrê Tông đồ
Thánh Anđrê (tiếng Hy Lạp: Ανδρέας, Andreas, tiếng Anh: Andrew) là một trong mười hai sứ đồ của Chúa Giêsu. Theo Tân Ước, ông là người em ruột của Thánh Phêrô, cụ thể hơn, ông là con của ông Giôna cũng gọi là Gioan (Mátthêu 16:17, Gioan 1:42). Ông sinh ra tại Bethsaida, biển Galilee (Gioan 1:44). Cả hai ông và các anh em của Phêrô đều là ngư phủ chài lưới cá. Phúc âm John viết rằng, Anrê là một môn đệ của Gioan Tẩy giả, là người đầu tiên theo Giêsu khi được Gioan Tẩy giả tuyên xưng Giêsu (Gioan 1:35-40). Anrê cũng đã tuyên xưng Giêsu là Messiah (Đấng cứu thế), và nói điều này với Phêrô - anh em của mình (Gioan 1:41).
Theo truyền thống của Chính Thống giáo, Thượng phụ thành Constantinopolis chính là tông truyền của Thánh Anrê.

## Cuộc đời

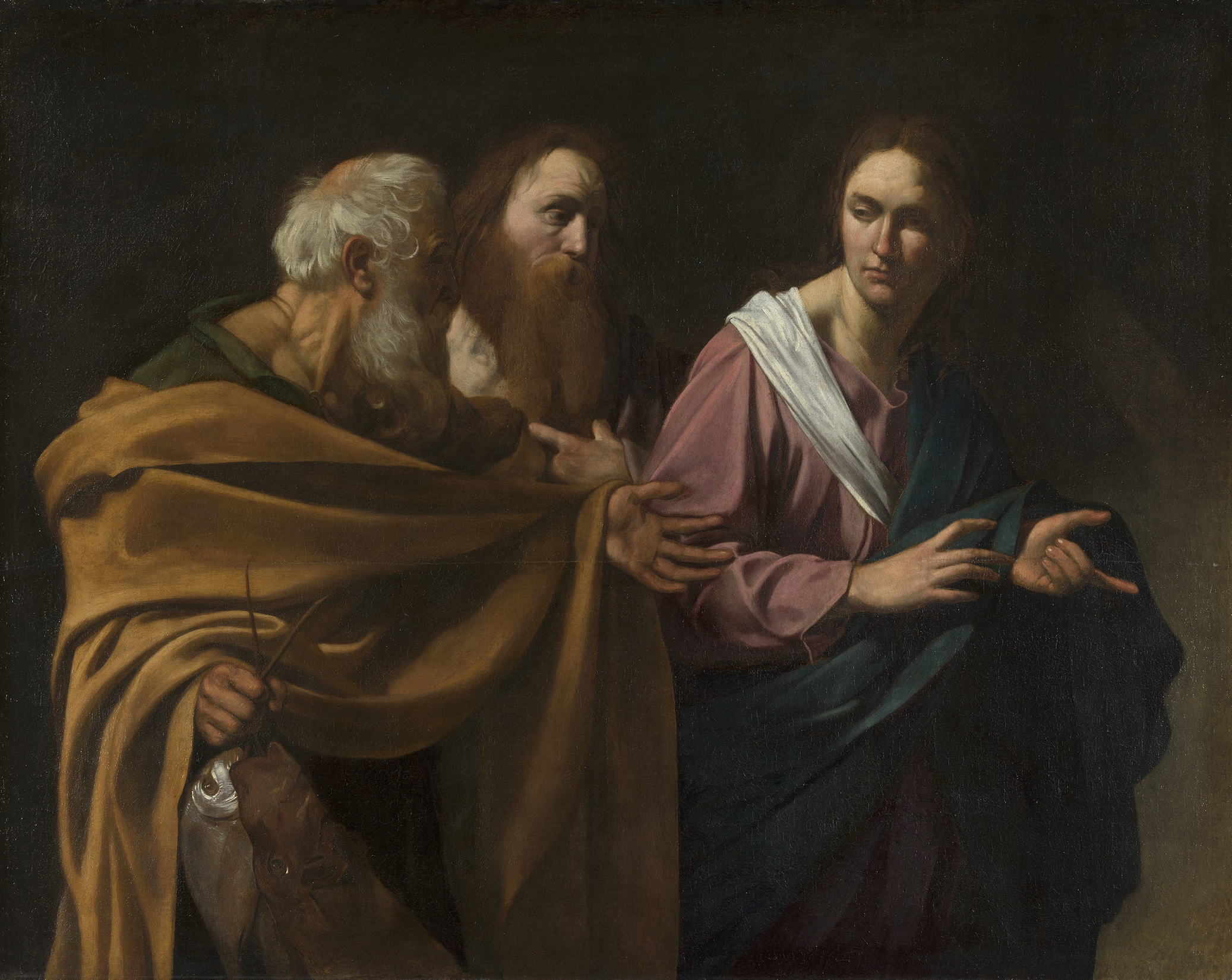
Lời gọi Sứ đồ Phê-rô và An-rê bởi Caravaggio (1603–1606)

Cái tên "Andrew" (tiếng Hy Lạp: nam tính, dũng cảm, từ ἀνδρεία, Andreia, "trưởng thành, dũng cảm"), giống như những cái tên Hy Lạp khác, dường như đã phổ biến đối với người Do Thái và những dân tộc khác bị Hy Lạp hóa kể từ thế kỷ thứ hai hoặc thế kỷ thứ ba trước Công nguyên. Ông không mang tên truyền thống Do Thái mà là mang tên Hy Lạp hoá.
Sứ đồ An-rê sinh khoảng năm 5 đến 10 SCN tại Bethsaida, thuộc Galilee Các bản dịch tiếng Việt của sách Tân Ước nói rằng An-rê là anh trai của Simon Phêrô, và là con của Giô-na. "Điều nổi bật đầu tiên của An-rê là tên của ông. Nó không phải là tên Do Thái như nhiều người mong đợi mà lên tiếng Hy Lạp". Điều này cũng dễ hiểu về Galilee từ khoảng những năm 800 TCN thì đã bị các đế quốc hùng mạnh phía bắc đánh chiếm và không giữ được sự thuần chủng vốn được người Do Thái rất coi trọng. Đây cũng là lý do người Giude rất kỳ thị người Samaria và Galilee dù cũng là người Do Thái.
Cả An-rê và Phê-rô đều là những người làm nghề đánh cá, cho nên khi Chúa Giê-su gọi họ làm môn đồ thì Ngài đã nói rằng ngài sẽ biến họ thành "tay đánh lưới người" Vào những năm họ đi cùng với Chúa Giê-su, được cho là đã ở cùng một ngôi nhà tại thành Ca-bê-na-um.
Trong Phúc âm Mát-thêu và Phúc âm Mác-cô thì Si-mon Phê-rô  và An-rê đều cùng được gọi trở thành môn đồ của Chúa Giê-su và được trở nên "tay đánh lưới người". Trong các sách này ghi chép rằng khi Chúa Giê-su đang đi dọc theo mé biển Galilee, thấy Si-môn và An-rê đang đánh cá thì ngài gọi họ trở nên môn đồ. Sau đó hai anh em đã bỏ thuyền và cha mình mà theo ngài.
Eusebius trong sách Sử giáo hội (Eusebius) đã trích lời Origen và nói rằng An-rê đã giảng đạo ở Scythia. Sách biên niên sử sơ cấp của Nestor nói thêm rằng ông đã giảng đạo dọc theo biển Đen và đến vùng Kiev, sau đó đã đến Novgorod. Sau đó, ông đã được người dân tôn lên làm thánh bảo hộ của Ukraina, Romania và Nga. Theo sách Hippolytus of Rome, An-rê đã giảng đạo tại Thrace, và sự hiện diện của ông tại Byzantium được đề cập đến trong sách Acts of Andrew. Theo truyền thống, An-rê đã lập ra Hội thánh tại Byzantium vào năm 38 SCN, và đặt Stachys làm giám mục. 

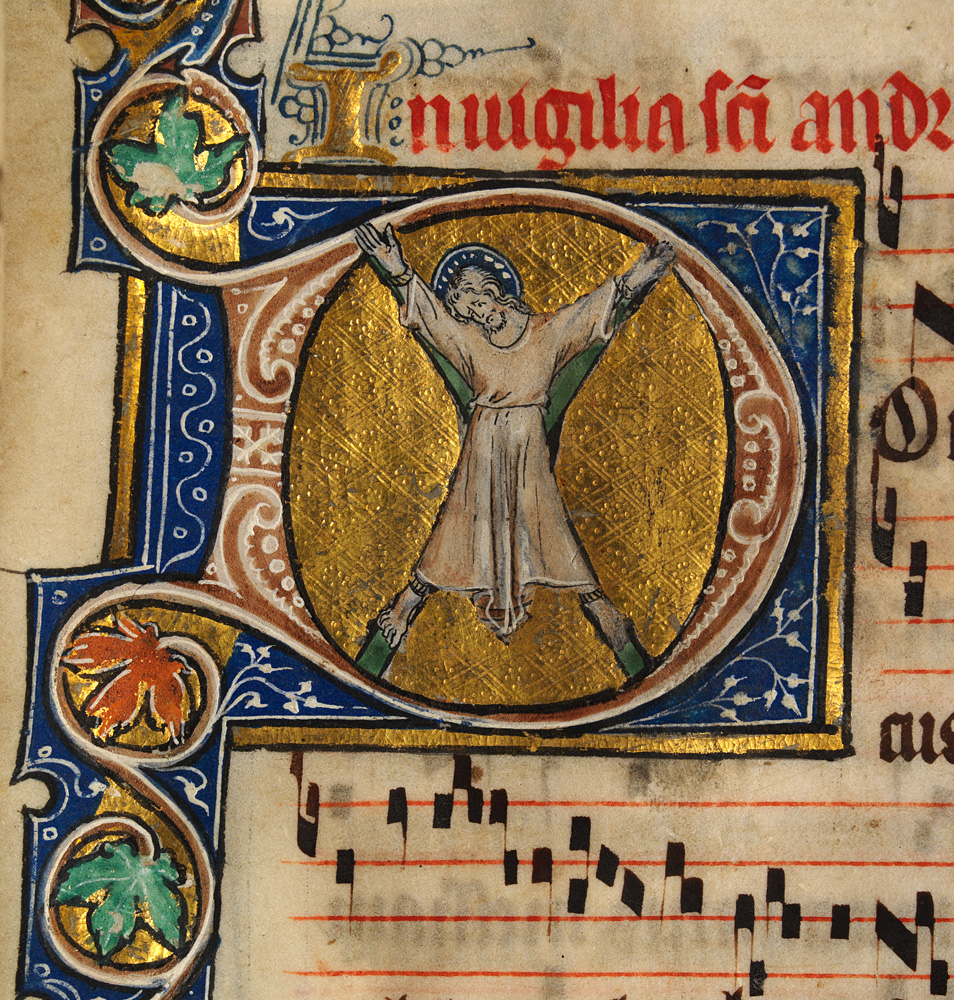
Thánh An-rê đã bị buộc trên thập tự giá có hình chữ X. Tranh khảm ở Vương cung thánh đường San Vitale, Ravenna, thế kỷ thứ 6

An-rê được cho là đã tử vì đạo khi bị đóng đinh tại thành phố Patras (Patræ) in Achaea, vào năm 60 SCN. Một số tài liệu cho rằng An-rê chỉ bị buộc lên thập tự giá chứ không bị đóng đinh; nhưng sau đó người ta cho rằng An-rê đã bị đóng đinh trên thập tự giá có hình chữ X - được cho là theo yêu cầu của ông, vì ông cho rằng mình không xứng đáng được chết giống như Chúa Giê-su. Sau này hình ảnh đó dường như đã được tiêu chuẩn hóa cho đến thời Trung Cổ sau này.